# Constante de velocidad
En cinética química, la constante k que aparece en las ecuaciones de velocidad es función de T y P, y  recibe el nombre de constante de velocidad o coeficiente de velocidad. Algunos científicos emplean el primer término cuando se cree que la reacción es elemental y el último cuando se sabe que la reacción ocurre en más de una etapa.
Las unidades de la constante de velocidad o el coeficiente de velocidad varían con el orden de la reacción. Supóngase, por ejemplo, que una reacción es de primer orden, es decir, la velocidad varía en relación lineal con la concentración del reactivo C:

{\displaystyle v=k[\mathrm {C} ]\,}

En este caso la constante cinética k tendría como unidad el s-1.
La constante de velocidad de reacción aumenta con el aumento de la temperatura. En cambio, la constante de equilibrio disminuye con el aumento de temperatura si la reacción es exotérmica y aumenta con el aumento de la temperatura si es endotérmica. La conversión de equilibrio aumenta con la constante de equilibrio. El efecto de la temperatura sobre la composición en equilibrio se puede calcular utilizando la ecuación de Van Hoff.

## Dependencia de la temperatura
Cada coeficiente de velocidad de reacción k tiene una dependencia de la temperatura, que es dada usualmente por la ecuación de Arrhenius:

{\displaystyle k=A{\mathrm {e} }^{-{\frac {E_{\mathrm {a} }}{RT}}}}

Ea es la energía de activación y R es la constante universal de los gases. Dado que a la temperatura T, las moléculas tienen energías dadas por una distribución de Boltzmann, se puede esperar que el número de colisiones con energía mayor que Ea sea proporcional a {\displaystyle {\mathrm {e} }^{-{\frac {E_{\mathrm {a} }}{RT}}}}. A es el factor pre-exponencial o factor de frecuencia o factor de Arrhenius.
Los valores de A y Ea son dependientes de la reacción. También es posible ecuaciones más complejas, que describen la dependencia de la temperatura de otras constantes de velocidad, que no siguen este esquema.
Otra expresión parecida a la ecuación de Arrhenius aparece en la "teoría del estado de transición" de las reacciones químicas, formulada por Eugene Wigner, Henry Eyring, Michael Polanyi y M. G. Evans en los años 1930s. Esto toma varias formas, pero una de las más comunes es la ecuación de Eyring:

{\displaystyle \ k={\frac {k_{\mathrm {B} }T}{h}}{\mathrm {e} }^{-{\frac {\Delta G^{\ddagger }}{RT}}}}

donde ΔG‡ es la energía libre de Gibbs de activación, kB es la constante de Boltzmann, y h es la constante de Planck.